# Love Story Original Soundtrack
『Love Story Original Soundtrack』（ラブストーリー オリジナルサウンドトラック）は、音楽ユニット・CAGNETが2001年5月23日に発売された同名ドラマのサウンドトラック。

## 概要
TBS系列で2001年4月から6月まで「東芝日曜劇場」枠にて放送されたテレビドラマ『Love Story』のサウンドトラック。

## 収録曲
1. Close You Are
2. Brand New Days
3. Cas
4. Kiss Good Bye
5. All We’ve Got
6. I’ll Be All Right
7. Love
8. Rafael
9. Candy Kisses
10. I Do 4 You
11. Crazy
12. Sunset
13. Love Story
14. Tenohira no Uchu

作詞：CAGNET（1.2.4）／Chika Tanabe（14）
作曲・編曲：日向大介（1.2.4.7.9.10.11.12.13.14）／日向大介・Bud Rizzo（5.6）／日向大介・反町信之助（8）／反町信之助（3）

## 参加ミュージシャン
- Naomi Wada - ボーカル (4,14)
- Marie Kikuchi - ボーカル (1,2,10)
- Julie Griffin - ボーカル (7,9)
- 日向大介 - シンセサイザー・ピアノ・プログラミング
- Bud Rizzo - アコースティック・ギター・エレクトリック・ギター・プログラミング・レコーディング・エンジニア
- 反町信之助 - アコースティック・ギター・Nylon Guitar・プログラミング
- Rafael Padilla - パーカッション